# Eucereon metaloba
Eucereon metaloba är en fjärilsart som beskrevs av George Francis Hampson 1909. Eucereon metaloba ingår i släktet Eucereon och familjen björnspinnare. Inga underarter finns listade i Catalogue of Life.